# Dommartin (Ain)
Dommartin – miejscowość i dawna gmina we Francji, w regionie Owernia-Rodan-Alpy, w departamencie Ain. W 2013 roku populacja ówczesnej gminy wynosiła 892 mieszkańców. 
W dniu 1 stycznia 2018 roku z połączenia dwóch ówczesnych gmin – Bâgé-la-Ville oraz Dommartin – utworzono nową gminę Bâgé-Dommartin. Siedzibą gminy została miejscowość Bâgé-la-Ville.